# Francisco Vázquez de Coronado
Francisco Vázquez de Coronado (Salamanca, 1510 circa – Città del Messico, 22 settembre 1554) è stato un esploratore e conquistatore spagnolo che fra il 1540 ed il 1542 visitò il Nuovo Messico ed altri territori del sud-ovest di quelli che oggi sono gli Stati Uniti.
La spedizione di Coronado, che si proponeva l'obbiettivo di trovare le mitiche sette città d'oro di Cibola, segnò la prima esplorazione europea del Grand Canyon e del fiume Colorado.

## Biografia

### Primi anni
Francisco Vázquez de Coronado nacque in una famiglia nobile a Salamanca nel 1510, secondo figlio di Juan Vázquez de Coronado y Sosa de Ulloa e Isabel de Luján. Juan Vázquez aveva ricoperto vari incarichi nell'amministrazione del recentemente conquistato Emirato di Granada, affidato al capitano generale Íñigo López de Mendoza y Quiñones, il suo primo governatore cristiano.
Francisco Vázquez de Coronado si recò nella Nuova Spagna (l'attuale Messico) nel 1535, all'età di circa 25 anni, nell'entourage del suo primo viceré, Antonio de Mendoza, figlio del mecenate di suo padre e amico personale di Vázquez de Coronado. Nella Nuova Spagna, sposò la dodicenne Beatriz de Estrada, detta "la Santa", cui con ebbe in seguito otto figli. Dal matrimonio Vázquez de Coronado ereditò inoltre una tenuta messicana dell'encomienda di proprietà della famiglia della moglie.

### La spedizione (1540-1542)

#### Preparazione
Coronado era governatore della Nuova Galizia corrispondente agli attuali stati messicani di Jalisco, Sinaloa e Nayarit. Nel 1539 inviò il frate Marcos de Niza ed Estevanico, superstite della spedizione di Narváez, in viaggio nel territorio del Nuovo Messico, quando Marcos fece ritorno, disse di aver trovato una città ricca e dorata, chiamata Cibola e aggiunse anche che Estevanico era stato ucciso dai cittadini Zuñi di Cíbola. Sebbene avesse affermato di non essere riuscito ad entrare all'interno, raccontò di averla osservata dall'alto di una collina e che la città appariva dorata e che da quella posizione poteva vedere l'Oceano Pacifico verso ovest.
Sulla base di questo rapporto, Coronado inviò una spedizione costituita da due contingenti, il primo, capitanato da Hernando de Alarcón, viaggiò via mare portando la maggior parte dei rifornimenti, mentre l'altro, via terra, percorse la strada descritta da frate Marcos de Niza. Coronado ed il viceré Antonio de Mendoza investirono grandi somme personali in questa rischiosa impresa. Mendoza essendo il finanziatore ed amico di Coronado, nominò questi comandante della spedizione e gli affidò l'incarico di trovare le sette città d'oro. Coronado partì agli inizi del 1540 a capo di una spedizione di 335 spagnoli, 1 300 nativi messicani, quattro monaci francescani (i più prestigiosi dei quali erano Juan de Padilla ed il nuovo superiore provinciale dell'ordine francescano nel Nuovo Mondo, Marcos de Niza) e uno svariato numero di schiavi, sia nativi americani che africani.
Egli seguì verso nord le coste del Sonora e mantenne il mare di Cortés sulla sinistra, fino a raggiungere intorno al 28 marzo del 1540 l'insediamento spagnolo più a nord, San Miguel de Culiacán, qui fecero una sosta prima di intraprendere il cammino verso l'interno. Vennero inviate in avanscoperta delle staffette per scoprire se lungo il sentiero vi fossero adeguate possibilità di ospitare un così grande numero di uomini ed animali e quando le staffette rientrarono dicendo che non vi erano adeguate situazioni capaci di garantire le esigenze di un così grande corpo di spedizione, Coronado decise di creare dei piccoli gruppi che avrebbero avanzato in successione facendo così che i pascoli e le pozze d'acqua nel terreno potessero essere sufficienti per l'avanzata e vennero costituite delle guarnigioni ad intervalli adeguati perché mantenessero aperta la strada ai necessari rifornimenti.
Quando tutto fu pronto, Coronado partì alla testa del primo gruppo, esso era costituito da cavalieri e soldati a piedi per far sì che potessero marciare con una certa speditezza, mentre gli altri gruppi, scaglionati, seguirono ad intervalli. Dopo aver lasciato l'ultimo avamposto spagnolo, essi marciarono verso nord attraverso il territorio del deserto di Sonora, attraversando il fiume Gila, le montagne Mogollon Rim e il Little Colorado. Quindi seguirono il fiume Zuñi arrivando a Cibola, nell'attuale Arizona. Qui dovettero scontrarsi con la cruda realtà, Cibola non era la grande città d'oro che aveva descritto Marcos, al suo posto vi era soltanto un insieme di poveri villaggi di indiani Zuni e così i soldati decisero di uccidere Marcos ma Coronado si limitò a rispedirlo in Messico con disonore.

#### La conquista di Cíbola
Coronado attraversata l'Arizona attraverso le Mogollón Rim, percorse il Little Colorado fino a giungere al fiume Zuni, che seguì finché trovò la regione abitata dagli indigeni. I membri della spedizione erano pressoché alla fame ed obbligarono Coronado ad entrare nel villaggio di Hawikuh (Cibola), i nativi si opposero e la spedizione entrò con la forza requisendo tutto ciò di cui avevano bisogno, da quel momento in poi i villaggi locali non si opposero più alle richieste di Coronado. Questa fu quello che venne chiamata la conquista di Cibola. Durante la conquista di Hawikuh, Coronado fu ferito e dovette fermarsi per la convalescenza fra le genti Zuni, da questa posizione inviò molte spedizioni nelle zone circostanti.
La prima spedizione fu guidata da Pedro de Tovar, che si diresse verso la zona delle mesa abitate dagli Hopi, chiamata dagli spagnoli Tusayan, con la speranza che questa regione potesse possedere le ricchezze di Cibola ma al loro arrivo non fu consentito l'ingresso al villaggio e dovettero, ancora una volta, usare la forza per entrare. Anche questa volta, nel prosieguo del cammino, non subirono altre opposizioni per l'accesso ai villaggi successivi. La regione degli Hopi era povera come quella degli Zuni ma diede loro l'opportunità di scoprire un grande fiume, era il fiume Colorado che si dirigeva verso ovest.
La spedizione tornò nella terra degli Zuni e segnalò la scoperta effettuata, Coronado così inviò un'altra spedizione guidata da Garcia Lopez de Cárdenas per esplorare il fiume Colorado, questa spedizione tornò nel territorio Hopi per assoldare guide e prendere rifornimenti per l'esplorazione del fiume. La spedizione raggiunse il Grand Canyon ed il fiume Colorado e fu il primo nucleo di europei a vedere il magnifico canyon. Dopo aver provato senza successo a scalare le ripide pareti del canyon, la spedizione tornò alla base dicendo di non aver potuto usare il fiume per raggiungere le loro navi.
Dopo questa scoperta, il grosso della spedizione iniziò il suo viaggio lungo il Rio Grande nel territorio del Nuovo Messico.

#### Esplorazione del fiume Colorado
Melchor Díaz era il comandante di un campo lungo la strada dei rifornimenti. Quando Coronado non ebbe la possibilità di raggiungere le navi e stabilire il contatto con la regione degli Zuni, Diaz fu inviato a stabilire un contatto con Hernando de Alarcón. Díaz uscì dalla Valle di Corazones, nel territorio di Sonora e viaggiò via terra in direzione nord-nord-ovest finché non pervenne al congiungimento del fiume Colorado con il fiume Gila, là i nativi locali gli dissero che i marinai di Alarcón avevano seppellito gli approvvigionamenti ed avevano lasciato una nota in una bottiglia. Gli approvvigionamenti furono recuperati e la nota segnalava gli uomini di Alarcón aveva remato sul fiume avanzando fin dove era stato possibile cercando invano di raggiungere la spedizione di Coronado ma non riuscendo nell'impresa decisero di abbandonare e ritornare al punto di partenza. Diaz però morì nel viaggio di ritorno al territorio di Zuni.

#### La guerra Tiguex
Hernando de Alvarado venne inviato ad est ed incontrò diversi villaggi lungo il Rio Grande e Coronado impiantò il suo quartiere invernale in uno di essi, Tiguex, che era attraversato dal fiume Bernalillo vicino Albuquerque nell'attuale Nuovo Messico. Durante l'inverno del 1540-1541, il suo esercito si scontrò con i nativi del luogo dando vita alla brutale guerra del Tiguex, che portò alla distruzione dei villaggi dei Tiguex ed alla morte di centinaia di nativi.

#### Alla ricerca di Quivira
I nativi americani che Coronado chiamava turki, gli parlarono di Quivira, una ricca terra situata a nord-ovest. Deciso a visitare Quivira, scelse delle guide ed attraversò il Llano Estacado in quello che oggi è il Texas, ma presto Coronado ebbe il sospetto che i nativi lo stessero deliberatamente conducendo in una direzione sbagliata e li uccise.
Altre guide lo condussero più a nord ed egli giunse in un villaggio corrispondente all'attuale città di Lindsborg nell'odierno Kansas. Ma la sua delusione venne replicata. Il popolo di Quivira, successivamente conosciuto come Wichita, non era ricco per niente, il villaggio era costituito da una serie di capanne e non venne trovata traccia di oro. Coronado tornò quindi a Tiguex dove era rimasto il grosso delle sue forze, qui trascorse un altro inverno. Vicino alla attuale Kansas City, Coronado costruì la prima missione cattolica all'interno del territorio statunitense, Il luogo in cui sorgeva questa missione è attualmente sormontato da una grande croce in calcestruzzo in ricordo di questa spedizione.

#### Ritorno in Messico
Nel 1542, Coronado ricevette l'ordine di ritornare nel territorio dal quale era partito per aiutare a sedare la Guerra dei Mixton. Egli lasciò due missionari francescani che chiesero di rimanere lì, e ritornò in Messico percorrendo la stessa strada che aveva fatto all'andata con un centinaio di soldati, ma quando arrivò in Messico, la ribellione dei Mixton era già stata sedata. Nonostante la spedizione fosse stata un completo fallimento, egli rimase governatore della Nuova Galizia fino al 1544 nonostante la spedizione lo avesse messo sul lastrico. Nel 1544, Coronado si ritirò a Città del Messico, dove morì il 22 settembre 1554.

## Eredità e Coronado nella cultura di massa
- Vi è una grande collina vicino a Lindsborg che è chiamata collina di Coronado. Il vecchio proprietario del terreno costruì un piccolo castello sulla sommità per commemorare l'esploratore. Il castello ed il terreno circostante sono stati trasformati in un'area di campeggio e di ricreazione.
- Nel 1952, gli Stati Uniti istituirono il Memoriale Nazionale Coronado vicino a Sierra Vista (Arizona) per commemorare la spedizione dell'esploratore.
- Il minerale Coronadite porta il suo nome.
- Nella prima scena del film Indiana Jones e l'ultima crociata (1989) compare una fittizia croce d'oro chiamata "Croce di Coronado". Nel film si fa menzione al fatto che questa croce, scoperta in una grotta dello Utah, fu donata a Vázquez de Coronado da Hernán Cortés nel 1521. Un evento del genere non si è mai verificato perché Vázquez de Coronado avrebbe avuto 11 o 12 anni nel 1521 e al momento si trovava ancora in Spagna.